# Atentado em Westminster de 2017

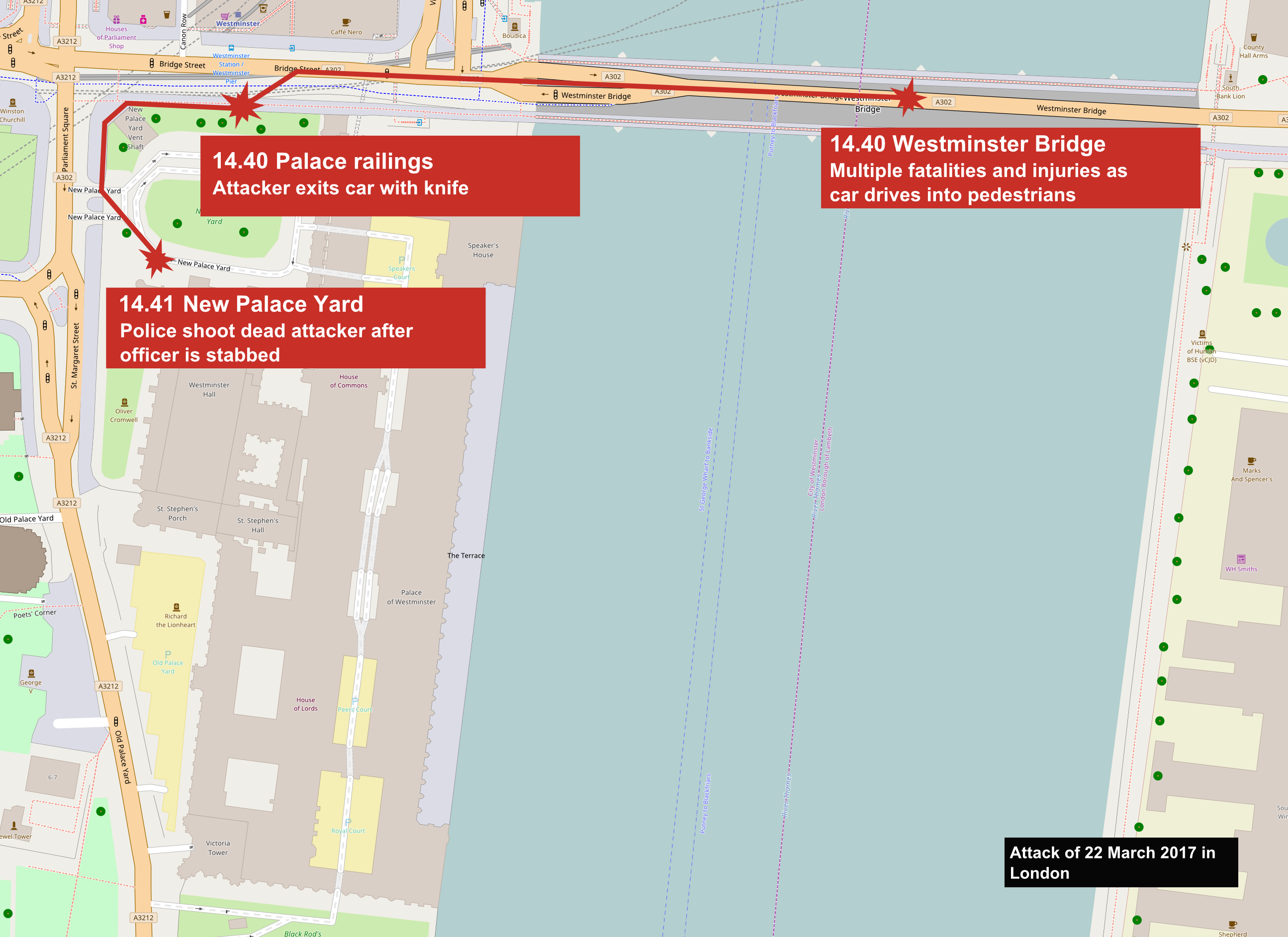
Cada etapa do ataque e a rota do perpetrador através de Westminster

O ataque de Westminster em 2017 foi um ataque terrorista que ocorreu em 22 de março de 2017 na ponte de Westminster, na Praça do Parlamento e em frente ao Palácio de Westminster, no centro de Londres. Usando um veículo da marca Hyundai, o terrorista britânico Khalid Masood, de 52 anos, atropelou pedestres na calçada ao longo do lado sul da Ponte de Westminster e da rua da ponte (Bridge Street), ferindo mais de 50 pessoas, sendo 4 delas fatalmente. Ele então bateu o carro na cerca do perímetro do terreno do palácio e correu para o pátio do Novo Palácio (New Palace yard), onde esfaqueou fatalmente um policial desarmado. Logo em seguida, foi avistado e baleado por uma dupla de policiais armados e morreu no local. Este foi o primeiro ataque terrorista executado com sucesso na cidade, desde o Atentado ao Metrô de Londres, em 2005.

## Ataque
Por volta das 14h40 (UTC) do dia 22 de março de 2017, um homem dirigindo um veículo Hyundai Tucson de cor cinza passou pela Ponte de Westminster atropelando dezenas de pessoas, antes de colidir com as grades de proteção. Em seguida, um homem vestido de roupa preta foi visto usando uma faca para apunhar um policial no New Palace Yard. Depois que o atacante foi avistado, dois policiais à paisana dispararam contra o indivíduo quatro vezes.

## Resposta
Pouco depois do incidente, chegaram mais polícias armados. Uma ambulância aérea assistiu à cena e os serviços de emergência tentaram ressuscitar o assaltante que tinha sido baleado pelo menos uma vez no lado esquerdo do peito. Membros feridos do público foram levados para o St Thomas Hospital, que fica a perto de 200 metros ao sul da Ponte de Westminster. O membro do parlamento Tobias Ellwood tentou favorecer a ressuscitação e deter o sangramento de um oficial de polícia ferido, e foi relatado subseqüentemente que morreu. Após o incidente, atividades parlamentares foram suspensas e os deputados foram impedidos de sair do Palácio de Westminster como uma precaução, e outros funcionários do Parlamento foram advertidos para permanecer em seus escritórios. Todos foram mais tarde evacuados para Westminster Abbey. A primeira-ministra Theresa May foi evacuada para 10 Downing Street.

## Terrorista
Uma imagem do atacante, a ser tratado por médicos, foi liberada pela polícia pouco depois do atentado. O responsável foi identificado como Khalid Masood, um cidadão britânico de origem nigeriana. Nascido na cidade de Dartford, no Condado de Kent (no sul da Inglaterra) com o nome de Adrian Russell Elms, ele teria se convertido ao islã já adulto, enquanto estava na cadeia (cumprindo pena por posse de arma). Após sua conversão ele mudou seu nome para Khalid. Ele era casado e tinha um filho. Seus vizinhos o descreviam como "um homem normal de família" e um devoto religioso. O MI5, um dos serviços de inteligência do Reino Unido, já tinha investigado Khalid por suspeitas de radicalização. Após as investigações, as forças policiais não encontraram qualquer evidência que ligasse Masood à uma organização terrorista, concluindo portanto que o terrorista agiu sozinho.

## Vítimas
Ao todo, seis pessoas perderam suas vidas durante este episódio, incluindo o próprio terrorista e um policial. Pelo menos cinquenta outras ficaram feridas.
O policial que foi esfaqueado morreu em virtude da gravidade dos ferimentos. Alguns dos feridos sofreram lesões "catastróficas". Uma mulher romena, com lesões graves, foi resgatada do rio Tâmisa, e morreu depois de hospitalizada. Acredita-se que ela pode ter caído da ponte ou saltado para fugir do atacante. Um grupo de estudantes franceses, entre 15 e 16 anos, de Concarneau estão entre os feridos. Outros incluíam três policiais que estavam retornando de uma cerimônia de elogio.

## Reações

### Nacionais
Downing Street emitiu uma declaração:
Os pensamentos do PM e do governo estão com aqueles mortos neste incidente terrível, e com suas famílias. O PM está sendo mantido atualizado e em breve presidirá Cabinet Office Briefing Room (COBRA).
Os oradores de ambas as Câmaras do Parlamento emitiram uma declaração conjunta:
Um incidente extremamente grave ocorreu na área de Westminster esta tarde. A Polícia Metropolitana está lidando com isso e uma investigação está em andamento. Em nome dos deputados das duas Câmaras do Parlamento, desejamos apresentar as nossas opiniões a todos os afectados e às suas famílias. Gostaríamos também de expressar nossa gratidão à polícia e a todos os serviços de emergência.
O Secretário do Interior Amber Rudd tuitou  :
Eu sei que todo o país vai estar pensando e rezando por os afetados deste terrível incidente. Nossa prioridade máxima é a segurança das pessoas. Temos os melhores serviços de polícia e segurança no mundo e vamos deixá-los continuar com seu trabalho.